# Barbados Jazz Festival
Das Barbados Jazz Festival war ein jährliches Musikfestival auf der karibischen Insel Barbados. Es war ein einwöchiges Festival, welches von 1993 bis 2010 im Januar in Bridgetown veranstaltet wurde.

## Geschichte
Das Festival wurde 1993 erstmals veranstaltet. Auftretende Musiker waren unter anderem James Blunt, Dwane Husbands, Kite, Glenn Lewis, Harvey Mason, Chrisette Michele und Angie Stone.
Am 4. Dezember 2010 kündigten die Veranstalter an, dass das Festival aufgrund von finanziellen Schwierigkeiten 2011 abgesagt würde.